# 鬼邮差
鬼邮差，是香港20世纪60年代的都市传说，主要内容是说在皇东大道街坊的晚上，沒有臉的郵差在夜間送信。有傳言見過鬼郵差的人會在三日內死去，傳言沒有任何證據，不過也有人因這些傳聞而擔驚受怕。